# Aermacchi MB-339
Aermacchi MB-339 – włoski samolot szkolno-treningowy i lekki samolot myśliwsko-bombowy, będący następcą modelu MB-326. Samolot zaprezentowano w 1976 roku i jest on produkowany do dziś.

## Historia
Włoskie siły powietrzne w 1972 r. zdecydowały się na ogłoszenie konkursu na samolot treningowy drugiej generacji, który miałby zastąpić dotychczas wykorzystywany MB-326. Do konkursu zgłosiła się firma Aeromacchi, która opracowała konstrukcję oznaczoną jako MB-339. Wykorzystano w niej brytyjski silnik Viper 600 oraz nieznacznie zmienioną konstrukcję samolotu MB-326.
Prototyp został oblatany 12 sierpnia 1976 r. Konstrukcja była na tyle udana, że zdecydowano się na wysłanie go lotem trzy tygodnie później na wystawę lotniczą w Farnborough. W drugim prototypie wprowadzono zmiany konstrukcyjne polegające m.in. na dodaniu sterowania przednim kółkiem czy przekonstruowaniu wlotów powietrza. Ten egzemplarz został oblatany 20 maja 1977 r. Zbudowano jeszcze jeden egzemplarz prototypowy, który posłużył do prób statycznych. Samolot wszedł do produkcji seryjnej, pierwszy samolot został oblatany 20 lipca 1978 r. Włoskie lotnictwo zamówiło serię 100. samolotów, pierwszymi odbiorcami zagranicznymi były Argentyna (10 szt.) i Peru (16 szt.).

## Wersje
- MB-339X – dwa prototypy latające, jeden do prób statycznych
- MB-339A – wersja standardowa
  - MB-339PAN – wersja dla zespołu akrobacyjnego Frecce Tricolori
  - MB-339NAT – wersja dla zespołu akrobacyjnego Al Fursan z SP ZEA
  - MB-339RM – wersja z radiem i z radarem
  - MB-339AM – wersja produkowana dla SP Malezji
  - MB-339AN – wersja produkowana dla Nigerii
  - MB-339AP – wersja produkowana dla SP Peru
- MB-339K Veltro II – jednoosobowa wersja myśliwsko-bombowa
- MB-339B – wersja treningowa
- MB-339C – wersja z mocniejszym silnikiem
- MB-339CD – wersja ze zmodernizowanym układem sterowania

## Konstrukcja
Odrzutowy samolot szkolno-treningowy w układzie wolnonośnego dolnopłata o konstrukcji całkowicie metalowej.
Kadłub o przekroju eliptycznym i konstrukcji półskorupowej. W jego przedniej części znajduje się przedział z wyposażeniem elektronicznym, dalej umieszczona jest jedno- lub dwuosobowa kabina (w zależności od wersji) wyposażona w fotele wyrzucane Martin-Baker 10 (klasy zero-zero). Kabina jest osłonięta odchylaną osłoną. Za kabiną znajdują się wloty powietrza. W części ogonowej znajdują się zbiorniki paliwa o pojemności 1030 l oraz silnik. Kadłub jest zakończony wolnonośnym usterzeniem. Statecznik pionowy skośny, jednodźwigarowy, w jego górnej części zainstalowana jest antena UKF. Statecznik poziomy jednodźwigarowy, stery wyważone masowo. Skrzydło jednodźwigarowe, dzielone, wolnonośne o obrysie trapezowym zakończone kroplowym zbiornikiem paliwa o pojemności 316 litrów. Wyposażone jest w szczelinowe klapy i lotki wychylane hydraulicznie. Na wierzchniej części skrzydła znajduje się grzebień aerodynamiczny. Podwozie trójpunktowe ze sterowanym kółkiem przednim.